# Diex
Diex è un comune austriaco di 837 abitanti nel distretto di Völkermarkt, in Carinzia. È stato istituito nel 1865 con la fusione dei comuni soppressi di Diexerberg e Haimburgerberg; nel 1973 ha inglobato parte del comune soppresso di Haimburg.